# ザンビアン・プレミアリーグ
ザンビア・プレミアリーグ（英語: Zambian Premier League）は、1962年に創設されたザンビアのサッカーにおける最高位のリーグである。ザンビアサッカー協会によって運営される。

## 概要
ザンビア・プレミアリーグはザンビアサッカー界最高位のリーグである。かつてはコンコラ銅山がスポンサードしており、このスポンサー名を冠してコンコラ銅山プレミアリーグ（英語: Konkola Copper Mines Premier League）とも呼ばれた。現在は南アフリカ共和国・ヨハネスブルグに本拠を持つ携帯電話会社のMTNグループ(MTN　Group)がスポンサードしており、スポンサー名に運営を行うザンビアサッカー協会の略称であるFAZを繋げてMTN/FAZスーパーディビジョン（英語: MTN/FAZ Super Divison）とも呼ばれる。16のクラブで争われ、下部リーグとしてディビジョン1ノース(18クラブ)及びディビジョン1サウス(18クラブ)の2つのリーグを持つ。ザンビアン・プレミアリーグの下位4クラブは、これらの下部リーグと入れ替え戦を行う。シーズンは3月から11月にかけて行われるのが通例である。試合は各クラブごとの対戦が2試合ずつ、年間各30試合が行われる。

## 所属クラブ(2011シーズン)
- フォレスト・レンジャーズ (ンドラ)
- グリーン・バファローズ (ルサカ)
- グリーン・イーグルス (カブウェ)
- カブウェ・ウォリアーズ（カブウェ）
- カレラFC (ンドラ)
- コンコラ・ブレイズ (チリラボンブウェ)
- ライム・ホットスプールズ (ンドラ)
- ナカンバラ・レパーズ (マザブカ)
- ンチャンガ・レンジャーズ (チンゴラ)
- ンカナFC (キトウェ)
- ンクワジFC (ルサカ)
- パワー・ダイナモス (キトウェ)
- レッド・アローズ (ルサカ)
- ローン・ユナイテッド (ルアンシャ)
- ザナコFC (ルサカ)
- ZESCOユナイテッドFC (ンドラ)

## 歴代優勝クラブ
ザンビア・プレミアリーグの過去の優勝クラブは以下のとおりである。
| - 1962: ローン・ユナイテッド (ルアンシャ) - 1963: ムフリラ・ワンダラーズ（ムフリラ） - 1964: シティ・オブ・ルサカ（ルサカ） - 1965: ムフリラ・ワンダラーズ（ムフリラ） - 1966: ムフリラ・ワンダラーズ（ムフリラ） - 1967: ムフリラ・ワンダラーズ（ムフリラ） - 1968: カブウェ・ウォリアーズ（カブウェ） - 1969: ムフリラ・ワンダラーズ（ムフリラ） - 1970: カブウェ・ウォリアーズ（カブウェ） - 1971: カブウェ・ウォリアーズ（カブウェ） - 1972: カブウェ・ウォリアーズ（カブウェ） - 1973: ザンビア陸軍チーム（ルサカ） - 1974: ザンビア陸軍チーム （ルサカ） - 1975: グリーン・バファローズ（ルサカ） - 1976: ムフリラ・ワンダラーズ（ムフリラ） - 1977: グリーン・バファローズ（ルサカ） - 1978: ムフリラ・ワンダラーズ（ムフリラ） - 1979: グリーン・バファローズ（ルサカ） - 1980: ンチャンガ・レンジャーズ （チンゴラ） - 1981: グリーン・バファローズ（ルサカ） | - 1982: ンカナFC （キトウェ） - 1983: ンカナFC （キトウェ） - 1984: パワー・ダイナモス （キトウェ） - 1985: ンカナFC （キトウェ） - 1986: ンカナFC （キトウェ） - 1987: カブウェ・ウォリアーズ（カブウェ） - 1988: ンカナFC （キトウェ） - 1989: ンカナFC （キトウェ） - 1990: ンカナFC （キトウェ） - 1991: パワー・ダイナモス （キトウェ） - 1992: ンカナFC （キトウェ） - 1993: ンカナFC （キトウェ） - 1994: パワー・ダイナモス （キトウェ） - 1995: ムフリラ・ワンダラーズ（ムフリラ） - 1996: ムフリラ・ワンダラーズ（ムフリラ） - 1997: パワー・ダイナモス （キトウェ） - 1998: ンチャンガ・レンジャーズ （チンゴラ） - 1999: ンカナFC （キトウェ） - 2000: パワー・ダイナモス （キトウェ） - 2001: ンカナFC （キトウェ） | - 2002: ザナコFC (ルサカ) - 2003: ザナコFC (ルサカ) - 2004: レッド・アローズ (ルサカ) - 2005: ザナコFC (ルサカ) - 2006: ザナコFC (ルサカ) - 2007: ZESCOユナイテッドFC (ンドラ) - 2008: ZESCOユナイテッドFC (ンドラ) - 2009: ザナコFC (ルサカ) - 2010: ZESCOユナイテッドFC (ンドラ) - 2011: パワー・ダイナモス （キトウェ） - 2012: ザナコFC (ルサカ) - 2013: ンカナFC （キトウェ） - 2014: ZESCOユナイテッドFC (ンドラ) - 2015: ZESCOユナイテッドFC (ンドラ) - 2016: ザナコFC (ルサカ) - 2017: ZESCOユナイテッドFC (ンドラ) - 2018: ZESCOユナイテッドFC (ンドラ) - 2019: ZESCOユナイテッドFC (ンドラ) - 2019-20: ンカナFC （キトウェ） - 2020-21: ZESCOユナイテッドFC (ンドラ) - 2021-22: レッド・アローズ (ルサカ) - 2022-23: パワー・ダイナモス （キトウェ） |  |

## クラブ別優勝回数
| クラブ                                    | 回数 |
| ----------------------------------------- | ---- |
| ンカナFC                                  | 13   |
| ムフリラ・ワンダラーズ                    | 9    |
| ZESCOユナイテッドFC                       | 9    |
| ザナコFC                                  | 7    |
| パワー・ダイナモス                        | 7    |
| グリーン・バファローズ (旧・ザンビア陸軍) | 6    |
| カブウェ・ウォリアーズ                    | 5    |
| ンチャンガ・レンジャーズ                  | 2    |
| レッド・アローズ                          | 2    |
| シティ・オブ・ルサカ                      | 1    |
| ローン・ユナイテッド                      | 1    |

## 歴代得点王
| シーズン | 選手                                                   | 所属クラブ                                | ゴール数 |
| 2002     | ロトソン・キランベ ザチャリア・シムコンダ              | ザナコFC レッド・アローズ                 | 17       |
| 2003     | フランシス・コンベ ジャン・ロマニ ムソンダ・ムウェウケ | パワー・ダイナモス カブウェ・ウォリアーズ | 18       |
| 2004     | ジミー・ムンバ                                         | グリーン・バファローズ                    | 15       |
| 2005     | ドゥベ・フィリ                                         | ヤング・アローズ                          | 28       |
| 2006     | ウィンストン・カレンゴ                                 | ザナコFC                                  | 28       |
| 2007     | レインフォード・カラバ                                 | ZESCOユナイテッドFC                       | 23       |
| 2008     | ロジャー・コラ                                         | ザナコFC                                  | 13       |